# Guaitecas

Guaitecas, é uma comuna do Chile, localizada na Província de Aisén, Região de Aisén. Compreende o Arquipélago das Guaitecas, localizado no extremo noroeste da região, ao sul da Ilha Grande de Chiloé.
A capital comunal é Melinka, localizada na costa oriental do arquipélago, na Ilha Ascensión. Outro povoado importante é Repollal.
Segundo o censo nacional de 2002 a população da comuna era de 1.539 habitantes, dos quais 913 eram homens e 626, mulheres. A população rural era de 128 e a urbana, de 1.411 habitantes.
A comuna limita-se: a norte com Quellón, na Região de Los Lagos; a oeste com o Oceano Pacífico; a leste e sul com Aisén.
Integra junto com as comunas de Coihaique, Lago Verde, Aisén, Cisnes, Cochrane, Río Ibáñez, O'Higgins, Chile Chico e Tortel o Distrito Eleitoral N° 59 e pertence à 18ª Circunscrição Senatorial (Aisén).

## Etimologia
"Guaitecas" provêm do nome do arquipélago que pertence a esta comuna: formado das palavras em chono "guay" (dar voltas) e "thecán", saída.